# Basar
Basar es una localidad de la India en el distrito de Siang occidental, estado de Arunachal Pradesh.

## Geografía
Se encuentra a una altitud de 561 m s. n. m. a 266 km de la capital estatal, Itanagar, en la zona horaria UTC +5:30.

## Demografía
Según estimación 2010 contaba con una población de 4 906 habitantes.